# Thomas Baker (morto em 1381)
Thomas Baker (morto em 4 de julho de 1381) foi um proprietário de terras inglês e um dos líderes que iniciou a revolta camponesa de 1381.
Sua propriedade era "Pokattescroft, também conhecida como Bakerescroft", em Fobbing. Essa exploração ainda existe, embora, na época do mapa dos dízimos do século XIX, já fosse conhecida como Whitehall Six Acres.

## Vida
A revolta camponesa foi desencadeada por incidentes nas aldeias de Fobbing e Brentwood, em Essex. Em 30 de maio, John Brampton tentou coletar o imposto de capitação dos habitantes de Fobbing. Os moradores, liderados pelo proprietário de terras local  Thomas Baker, disseram a Brampton que não lhe dariam nada e ele foi forçado a deixar a vila de mãos vazias. Robert Belknap, Corte de Apelações Comuns, foi enviado para investigar o incidente e punir os infratores. Em 2 de junho, foi atacado em Brentwood. A essa altura, o violento descontentamento havia se espalhado, e os condados de Essex e Kent estavam em plena revolta. Logo as pessoas marcharam para Londres em uma revolta armada.
Por seu papel no levante, Baker foi enforcado, arrastado e esquartejado em 4 de julho de 1381 em Chelmsford.